# Frans Sigmans
Frans Sigmans   (Bakel, 19 de juny de 1947 - Bakel, 3 de març de 2005), conegut també com a Franske Sigmans, fou un pilot de motocròs neerlandès, cinc vegades Campió dels Països Baixos i protagonista d'una llarga carrera esportiva que durà 25 anys. La seva especial tècnica i esportivitat el feien molt apreciat tant pel públic com pels seus companys.
Sigmans debutà en competició el 1963 i el 1964 aconseguí el seu primer títol estatal, concretament en la categoria de 50 cc júnior. Al llarg de la seva carrera obtingué bon nombre de títols estatals, però potser uns dels seus èxits més recordats varen ser les dues victòries que aconseguí al Motocross der Azen, els anys 1967 i 1968. El 1988, un cop guanyà el seu cinquè títol estatal a l'edat de 41 anys (el de quatre temps), es retirà de la competició i es va centrar en el seu establiment comercial de motocicletes a Bakel.
Frans Sigmans es va morir a causa d'una aturada cardíaca el 2005, casualment el mateix dia que es va morir un altre recordat pilot de motocròs neerlandès, Broer Dirkx.

## Palmarès
Font:
| Any          | Motocicleta  | Campionat del Món | Campionat del Món | C. P. Baixos |
| Any          | Motocicleta  | 500cc             | 250cc             | C. P. Baixos |
| ------------ | ------------ | ----------------- | ----------------- | ------------ |
| 1964         | ?            | -                 | -                 | 1r 50cc jr   |
|              |              |                   |                   |              |
| 1967         | Husqvarna    | -                 | 12è               | 1r 250cc     |
| 1968         | Husqvarna    | -                 | -                 | 1r 250cc     |
| 1969         | Husqvarna    | 19è               | 25è               |              |
| 1970         | Greeves      | 24è               | -                 |              |
|              |              |                   |                   |              |
| 1973         | Yamaha       | 14è               | -                 |              |
| 1974         | Maico        | 30è               | -                 |              |
| 1975         | Maico        | 12è               | -                 | 1r 500cc     |
| 1976         | Maico        | 14è               | -                 |              |
| 1977         | Husqvarna    | 27è               | -                 |              |
| 1978         | Maico        | 15è               | -                 |              |
| 1979         | Maico        | 31è               | -                 |              |
|              |              |                   |                   |              |
| 1988         | KTM          | -                 | -                 | 1r 4T        |
| Total títols | Total títols | 0                 | 0                 | 5            |